# Чорно-біле кіно
Чорно-біле кіно — історично перший, технологічно простий і дешевий вид кінематографу, в якому відсутня передача реальних кольорів, зображення створюється тільки за допомогою градацій яскравості. До появи в першій половині XX століття практично прийнятних технологій кольорової кінозйомки кіно було майже виключно чорно-білим. Надалі техніка чорно-білого кіно використовувалася заради економії (наприклад, у кінохроніці), а також як художній прийом.

## Чергування чорно-білих і кольорових фрагментів
Деякі фільми спеціально зняті частиною в кольорі, а частиною чорно-білими. Наприклад, у фільмі «Іван Васильович змінює професію» сон Шурика показаний кольоровим, а «реальність» — чорно-білою. В кіноепопеї «Звільнення» події фільму, що відбуваються на радянсько-німецькому фронті, показані в кольорі, а події в Москві, за кордоном тощо — в чорно-білому зображенні. Чорно-білими в художній кінематографічній практиці часто роблять епізоди з минулого за сюжетом фільму. Іноді до цього додається тонування в коричневих тонах (сепія) і характерні дефекти зношеної кіноплівки — вертикальні смуги, порошинки на зображенні тощо.

## Відомі майстри
- Чарлі Чаплін